# Linezolid
Linezolid este un antibiotic „de rezervă” din clasa oxazolidinonelor, fiind utilizat în tratamentul infecțiilor  bacteriene cauzate de bacterii Gram-pozitive rezistente la alte antibiotice. Spectrul de activitate al antibioticului include bacterii foarte rezistente precum streptococi, enterococ vancomicino-rezistent (VRE) și stafilococ auriu meticilino-rezistent (MRSA).
Se află pe lista medicamentelor esențiale ale Organizației Mondiale a Sănătății.